# Talange
Talange é uma comuna francesa na região administrativa de Grande Leste, no departamento de Mosela. Estende-se por uma área de 3,70 km². Em 2010 a comuna tinha 7 927 habitantes (densidade: 2 142,4 hab./km²).